# The Death and Resurrection of Mörk
A The Death and Resurrection of Mörk című dupla EP a Mörk együttes harmadik lemeze a SuperSize Live Sessions EP és a You are Free to Choose nagylemez után.  

## Az album dalai
| 1. | Doubt                | Zentai Márk, Szeifert Bálint, Novai Gábor, Szabó Dániel | 5:25 |
| 2. | Life's a Bitch       | Zentai, Szeifert, Novai, Szabó                          | 3:35 |
| 3. | Going Under          | Zentai, Szeifert, Novai, Szabó                          | 4:38 |
| 4. | Listen to the Cracks | Zentai, Szeifert, Novai, Szabó                          | 5:03 |
| 5. | As Long as it Hurts  | Zentai, Szeifert, Novai, Szabó                          | 3:43 |

| 1. | I AM MÖRK                        | Novai Gábor                                       | 2:20 |
| 2. | All I Need                       | Zentai Márk, Szeifert Bálint, Novai, Szabó Dániel | 3:51 |
| 3. | Nutella (live at Brotfabrick)    | Zentai, Szeifert, Novai, Szabó                    | 4:15 |
| 4. | Assakaraka Pumbek                | Zentai, Szeifert, Novai, Szabó                    | 1:01 |
| 5. | You and Me                       | Zentai, Szeifert, Novai, Szabó                    | 8:32 |
| 6. | Lazy Thursday (Give Me Birthday) | Zentai, Szabó                                     | 5:12 |

## Közreműködők
- Zentai Márk: ének
- Szeifert Bálint Artúr: basszusgitár, vokál
- Novai Gábor Miklós: billentyűs hangszerek
- Szabó Dániel Ferenc: dobok